# Jean I de Saive
Pour les articles homonymes, voir Saive.
Jean de Saive (Jean Le Saive soit Jean de Namur, Jean de Saive le Vieux) (né en 1540 à Saive et mort en 1611 à Namur) était un peintre d'histoire, de scènes de genre, portraitiste et armoriste.

## Biographie
Jean de Saive est né vers 1540 à Saive, en principauté de Liège. Sa formation est inconnue, toutefois, sur base des ressemblances entre leur manière, il semblerait qu'il ait été l'élève de Lambert Lombard. Il acquiert la citoyenneté à Namur en 1562 et y épouse Jeanne de Carlemont. Ils ont trois enfants : une fille Anne (baptisée en 1569), un fils Jean (baptisé en 1571 et connu sous le nom de Jean de Saive le Jeune (nl)) et un autre fils François, dont on sait qu'il est peintre à Anvers en 1599.

## Œuvre
Les premiers travaux de Jean Le Saive mentionnés par les archives datent de 1576. Il s'agit notamment d'un crucifix de la ville qu'il dut repeindre. Deux ans plus tard, il exécute les armoiries du gouverneur de Namur pour servir de sauvegarde à l'hôpital Saint-Roch. Plusieurs documents révèlent également qu'il dessine des patrons pour le brodeur Hans van Once. Vers 1584/1585, Jean Le Saive devient vraisemblablement le peintre officiel d'Alexandre Farnèse, comme en témoignent les inscriptions « Peintre de Son Altesse (Excellence) ». Il réalise notamment le portrait du prince de Parme, actuellement conservé à la Galerie nationale de Parme. Établi à Bruxelles à partir de 1584-1585, l'artiste y a la charge de concierge du vignoble de la cour, charge qu'il abandonne rapidement puisqu'en 1588-1589, il enlumine en qualité de « painctre de son Altesse résident à Namur » des armoiries de Philippe II couronnant la Halle al'Chair. Jean Le Saive devait jouir d'une bonne réputation en tant que peintre de scènes de genre. Les dépenses de l'archiduc Ernest signalent en effet qu'en 1594, celui-ci avait commandé à l'artiste « six saisons et un marché » qui furent envoyés à Graz. Son nom est encore mentionné à plusieurs reprises dans les comptes de la ville de Namur pour avoir exécuté des petits travaux. En 1597, il réalisa à ses propres frais un triptyque avec comme sujet central un Jugement dernier et destiné à la chambre échevinale de Namur. De cette œuvre subsistent les volets (Hôtel de Groesbeeck de Croix) qui représentent au recto les échevins de Namur et au verso l'histoire du jugement de Cambyse peinte en grisaille. Saive offre l'ensemble à la ville de Namur ; en remerciement, lui et son épouse sont exemptés d'impôts à vie. Le style de ses grisailles se rapproche de celui de Lambert Lombard. La vie de l'artiste ainsi que son œuvre ont longtemps été confondus avec ceux de son fils Jean de Saive le Jeune (parfois aussi appelé Jean-Baptiste), notamment par les historiens A. Siret, A. Bequet et E. Neeffs. Aujourd'hui, à l'exception du portrait d'Alexandre Farnèse, les volets de Namur (signés) sont les seuls tableaux de l'artiste connus avec certitude. 

## Dynastie
Marié à Jeanne de Carlemont, Jean de Saive l'Ancien a plusieurs enfants. Sa fille Anne, née en 1569, a un fils peintre, Jean de La Bouverie, dit le Vieux, né avant 1614 et décédé en 1655. Son fils Jean-François, dit Jean de La Bouverie le Jeune, est peintre lui aussi et est cité comme « bourgeois peintre en la ville de Bruxelles » en 1686. On a souvent confondu l'œuvre du père et du fils.
Le deuxième enfant de Jean de Saive, Jean de Saive le Jeune (nl), né à Namur en 1571, fut aussi peintre. Il s'établit à Malines où il décéda en 1624. Son fils Jean-Baptiste (nl), né dans la même ville en 1608, fut peintre lui aussi et disparut après 1641.
Enfin le troisième enfant de Jean de Saive, François, fut peintre à son tour et reçu franc-maître à la guilde de Saint-Luc Anvers en 1599. À l'instar des La Bouverie, on a plus d'une fois confondu les œuvres des différents de Saive.

## Sources
- A. Bequet, Annales de la société archéologique de Namur, t. VI, 1859, « Les deux De Saive, peintres namurois », p. 453-464.
- F. Courtoy, Namurcum. Chronique de la société archéologique de Namur, 1958, « Le peintre Jean de Saive (1540-1611) », p. 1-12.
- P.-P. Dupont dans J. Stiennon, J.-P. Duchesne et Y. Randaxhe, De Roger de le Pasture à Paul Delvaux. Cinq siècles de peinture en Wallonie, 1988, « L'apport namurois », p. 116-123.
- I. Gérard, dir., Un double regard sur 2000 ans d’art wallon, 2000, p. 313.
- A. Siret, Annales de la société archéologique de Namur, t. VI, 1859, « Jean de Saive », p. 303-308.
- S. Van Sprang, Dictionnaire des peintres belges, du XIVe siècle à nos jours. Depuis les premiers maîtres des anciens Pays-Bas méridionaux et de la Principauté de Liège jusqu'aux artistes contemporains, t. II, 1995, « LE SAIVE, Jean I », p. 642-643.